# Canton de Saint-Julien
Ne pas confondre avec l'ancien canton de Saint-Julien (1801-1815) devenu Canton de Saint-Julien-en-Genevois (Haute-Savoie) en 1893.
Le canton de Saint-Julien est une ancienne division administrative française, située dans le département du Jura et la région Franche-Comté.

## Histoire
- De 1842 à 1848, les cantons de Saint-Amour et de Saint-Julien avaient le même conseiller général[1].

## Administration

### Conseillers d'arrondissement (de 1833 à 1940)
| Période                                  | Période | Identité               | Étiquette   | Qualité |
| ---------------------------------------- | ------- | ---------------------- | ----------- | --- |
| 1833                                     | 1842    | Antoine Bernard Clerc  |             | Notaire, maire de Saint-Julien                                                                              |
| 1842                                     | 1848    | M. Guillaumot          |             | Médecin à Gigny                                                                                             |
|                                          |         |                        |             | |
| 1871                                     |         | Jean-Marie-Félix Morel |             | Maire de Saint-Julien                                                                                       |
|                                          |         |                        |             | |
| av.1892                                  |         | Nicolas Gauthier       | Républicain | Juge de paix à Saint-Julien                                                                                 |
|                                          |         |                        |             | |
| 1919                                     | 1925    | M. Grand               | Rad.        | |
| 1925                                     | 1940    | Jean Roposte           | Rad.        | Fabricant de jouets à Saint-Julien                                                                          |
| 1940                                     |         |                        |             | Les conseils d'arrondissement ont été suspendus par la loi du 12 octobre 1940 et n'ont jamais été réactivés |
| Les données manquantes sont à compléter. |         |                        |             | |

### Conseillers généraux de 1833 à 2015
| Période | Période      | Identité                                  | Étiquette         | Qualité |
| ------- | ------------ | ----------------------------------------- | ----------------- | --- |
| 1833    | 1848         | Félix Taurin Pantaléon Bénier (1777-1869) |                   | Juge de paix à Saint-Julien, maire de Gigny |
| 1848    | 1880         | Louis-Aimé Contesse                       | Droite            | Docteur en médecine à Montfleur puis à Lons-le-Saunier |
| 1880    | 1888 (décès) | Jules Jacquin                             | Républicain       | Notaire à Saint-Julien |
| 1889    | 1898         | Pierre-Marie dit Victor Commerson         | Républicain       | Notaire, maire de Montfleur |
| 1898    | 1910         | Emmanuel Dauvergne                        | Républicain       | Négociant à Saint-Julien |
| 1910    | 1919 (décès) | Alfred Chavand                            | Républicain       | Propriétaire à Saint-Julien |
| 1919    | 1930 (décès) | Auguste Maisonneuve                       | Rad.              | Négociant - Maire de Montfleur |
| 1931    | 1939 (décès) | Charles Dumont                            | Rad.              | Enseignant - Député (1898-1924) Sénateur (1924-1939) Conseiller général du canton de Lons-le-Saunier (1913-1931) Président du Conseil Général (1921-1939) Ministre (1911, 1912, 1930, 1931-1932) |
| 1939    | 1940         | Emile Roposte (1910-2002)                 | Rad.              | Tourneur sur bois à Saint-Julien |
|         |              |                                           |                   | |
| 1945    | 1958         | Emile Roposte                             | Rad.-RGR          | Industriel (fabricant de jouets en bois), Saint-Julien |
| 1958    | 1964         | Georges Callebat (1921-1978)              | DVD               | Haut fonctionnaire Elu en 1973 dans le Canton de Trie-sur-Baïse (Hautes-Pyrénées) |
| 1964    | 1970         | Victor Dagod (1898-1993)                  | Rad.              | Ancien résistant, cultivateur, maire d'Andelot-Morval |
| 1970    | 1982         | René Brun (1921-1992)                     | RI puis UDF-PR    | Contrôleur du Trésor puis percepteur, adjoint au maire de Montagna-le-Templier (1959-1963), puis conseiller municipal (1977-1989)                                                                |
| 1982    | 1988         | Flor Lazzarotto (1923-2013)               | app. UDF          | Maçon, maire de Villechantria |
| 1988    | 2008         | Fernand Janet                             | DVD-RPR dissident | Colonel de gendarmerie en retraite Maire de Saint-Julien Suppléant du sénateur André Jourdain |
| 2008    | 2015         | Hélène Pélissard                          | UMP               | Ancien professeur de lycée, conseillère régionale (2011-2021) Élue en 2015 dans le canton de Saint-Amour                                                                                         |

## Composition
| Nom                      | Code Insee | Intercommunalité               | Superficie (km2) | Population (dernière pop. légale) | Densité (hab./km2) |
| ------------------------ | ---------- | ------------------------------ | ---------------- | --------------------------------- | ------------------ |
| Saint-Julien (chef-lieu) | 39485      | CC Petite Montagne             | 12,28            | 440 (2015)                        | 36                 |
| Andelot-Morval           | 39010      | CC Terre d'Émeraude Communauté | 10,54            | 92 (2014)                         | 8,7                |
| La Balme-d'Épy           | 39036      | CC Petite Montagne             | 2,97             | 72 (2015)                         | 24                 |
| Bourcia                  | 39069      | CC Petite Montagne             | 11,13            | 117 (2015)                        | 11                 |
| Broissia                 | 39080      | CC Terre d'Émeraude Communauté | 2,97             | 61 (2014)                         | 21                 |
| Dessia                   | 39195      | CC Petite Montagne             | 4,64             | 60 (2014)                         | 13                 |
| Florentia                | 39226      | CC Petite Montagne             | 3,18             | 30 (2015)                         | 9,4                |
| Gigny                    | 39253      | CC Terre d'Émeraude Communauté | 16,04            | 287 (2014)                        | 18                 |
| Lains                    | 39273      | CC Petite Montagne             | 9,81             | 82 (2014)                         | 8,4                |
| Louvenne                 | 39303      | CC Petite Montagne             | 7,80             | 131 (2015)                        | 17                 |
| Monnetay                 | 39343      | CC Terre d'Émeraude Communauté | 2,46             | 16 (2014)                         | 6,5                |
| Montagna-le-Templier     | 39347      | CC Petite Montagne             | 7,05             | 105 (2014)                        | 15                 |
| Montfleur                | 39353      | CC Terre d'Émeraude Communauté | 7,88             | 183 (2014)                        | 23                 |
| Montrevel                | 39363      | CC Terre d'Émeraude Communauté | 6,39             | 100 (2014)                        | 16                 |
| Villechantria            | 39564      | CC Petite Montagne             | 6,28             | 119 (2015)                        | 19                 |
| Villeneuve-lès-Charnod   | 39566      | CC Petite Montagne             | 7,05             | 74 (2014)                         | 10                 |

## Démographie
| 1962  | 1968  | 1975  | 1982  | 1990  | 1999  | 2006  | 2011  | 2012  |
| ----- | ----- | ----- | ----- | ----- | ----- | ----- | ----- | ----- |
| 2 198 | 1 991 | 1 836 | 1 725 | 1 727 | 1 757 | 1 915 | 1 991 | 1 998 |